# 九年來之重慶市政特刊
《九年來之重慶市政特刊》，1936年出版，重慶市政府秘書處編。

## 圖像

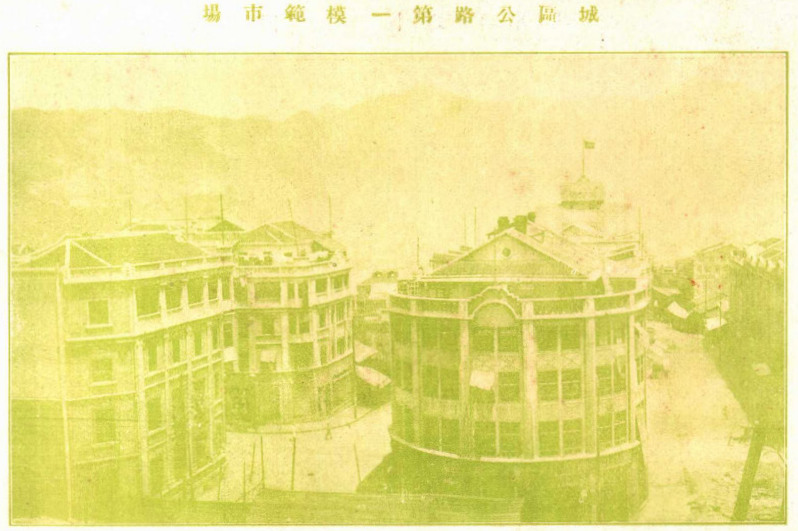
重慶市城區公路第一模範市場
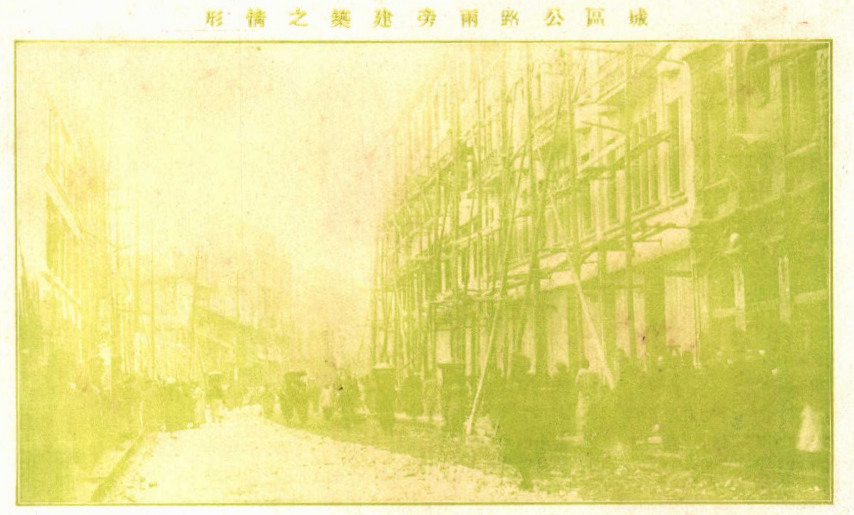
重慶市城區公路兩旁建築之情形
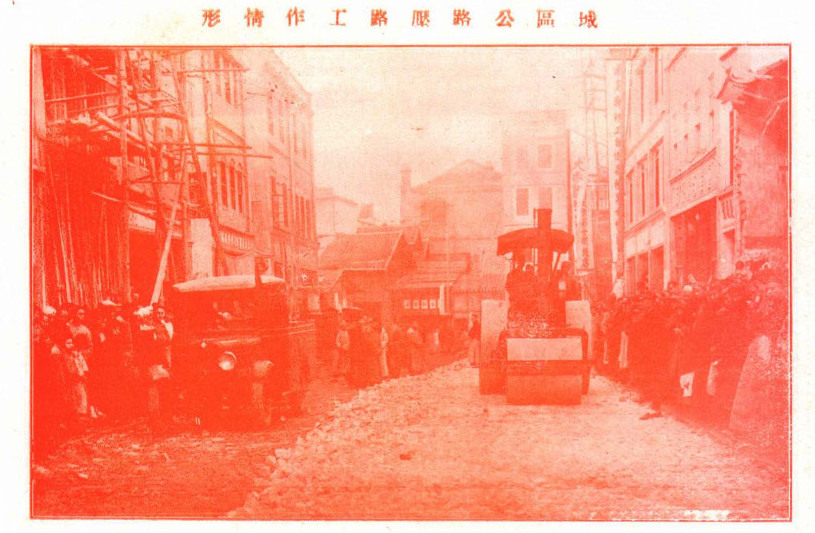
重慶市城區公路壓路工作情形
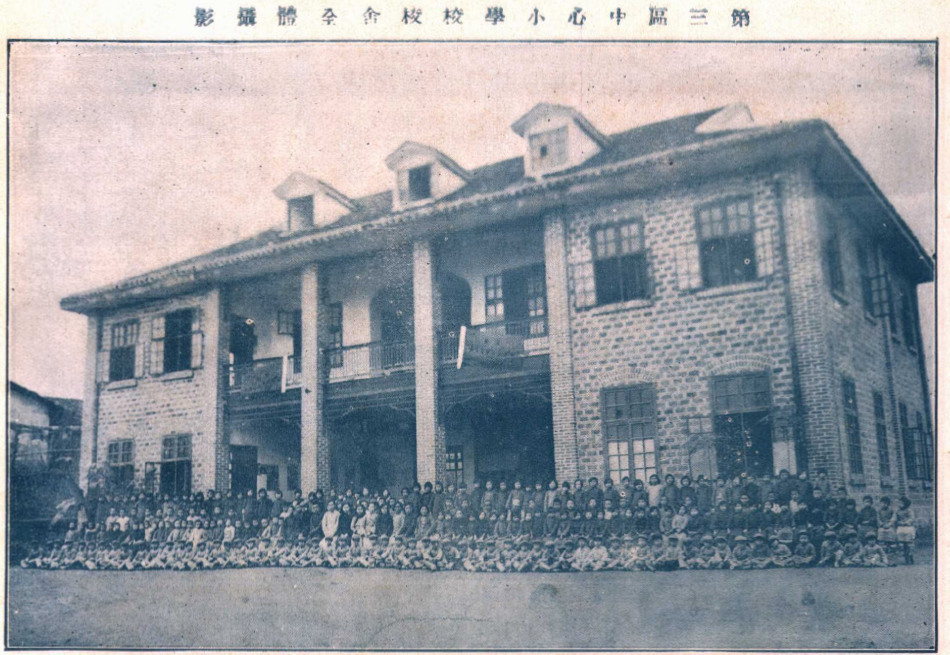
重慶市第三區中心小學校校舍全體攝影
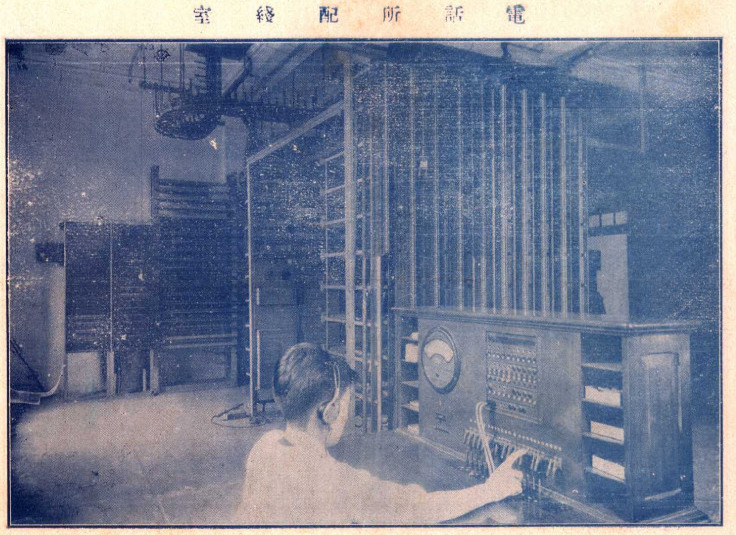
重慶市電話所配綫室
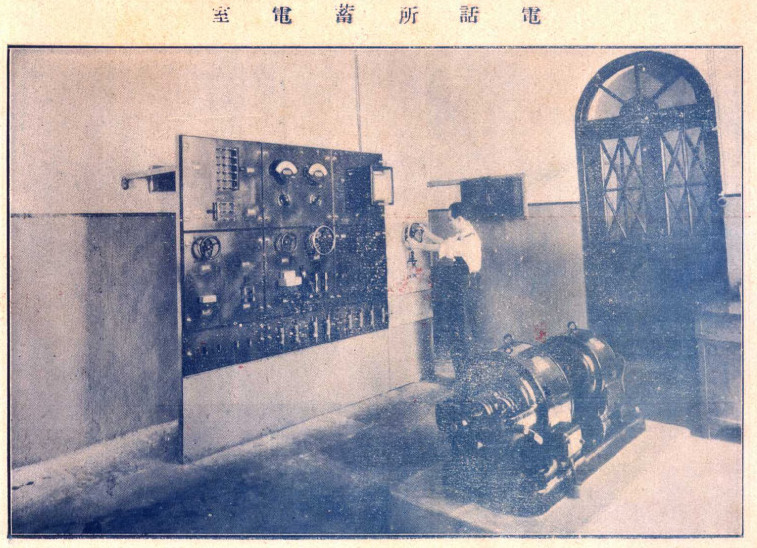
重慶市電話所蓄電室
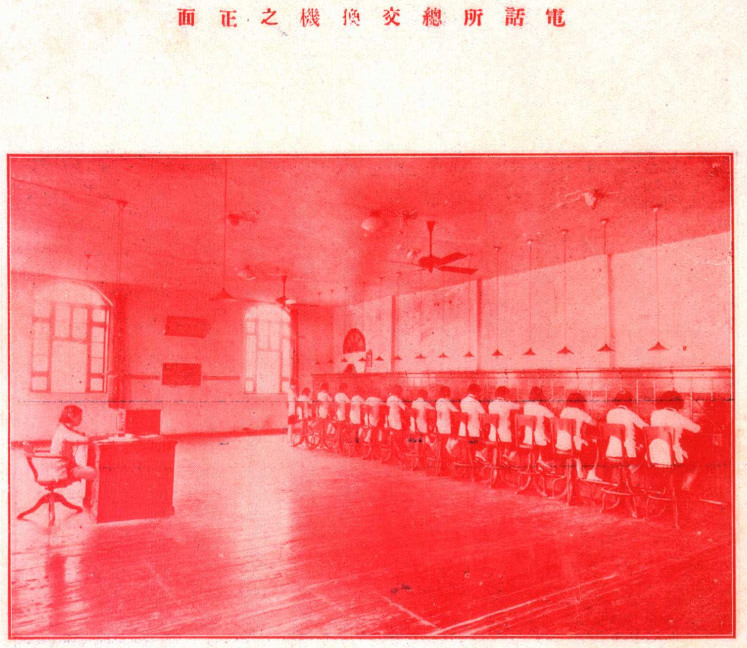
重慶市電話所總交換機之正面
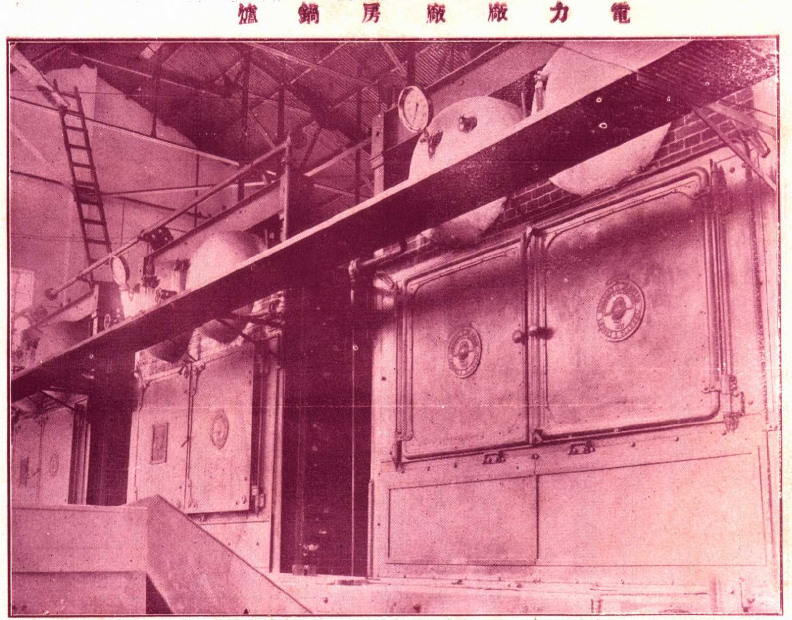
重慶市電力廠廠房鍋爐
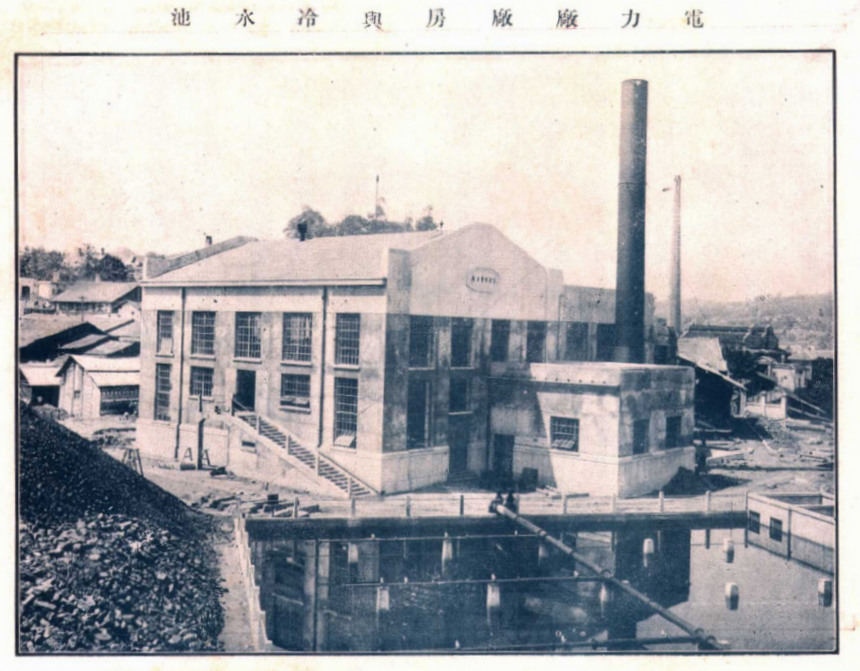
重慶市電力廠廠房與冷水池
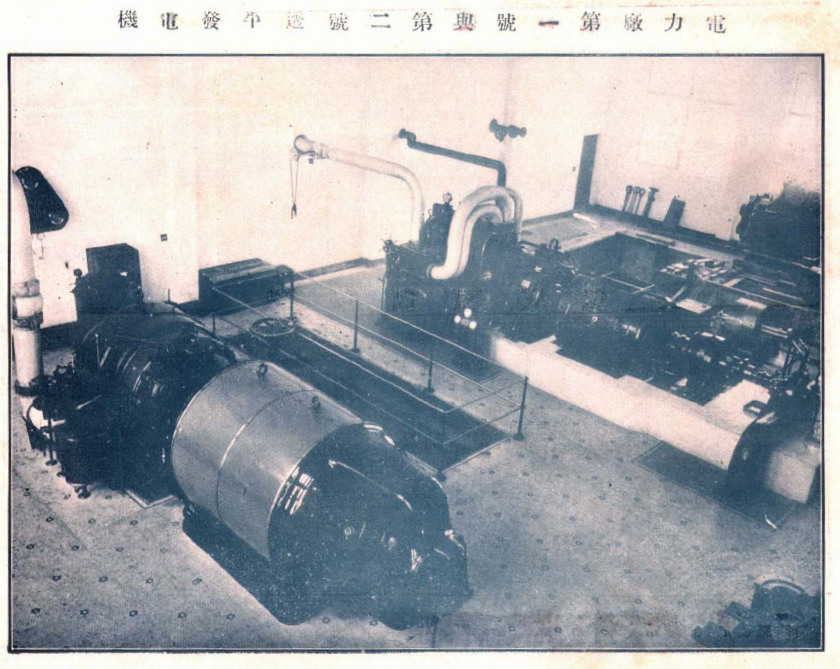
重慶市電力廠第一號與第二號透平發電機
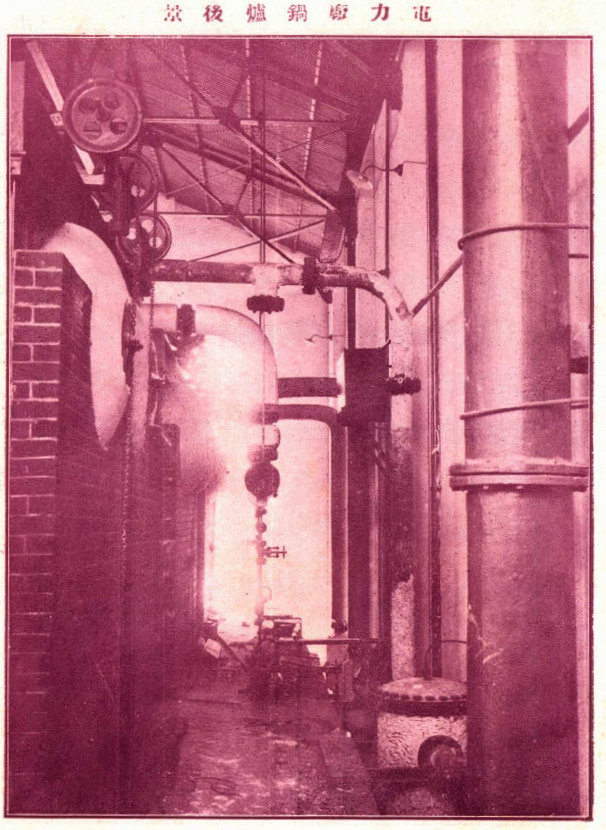
重慶市電力廠鍋爐後景
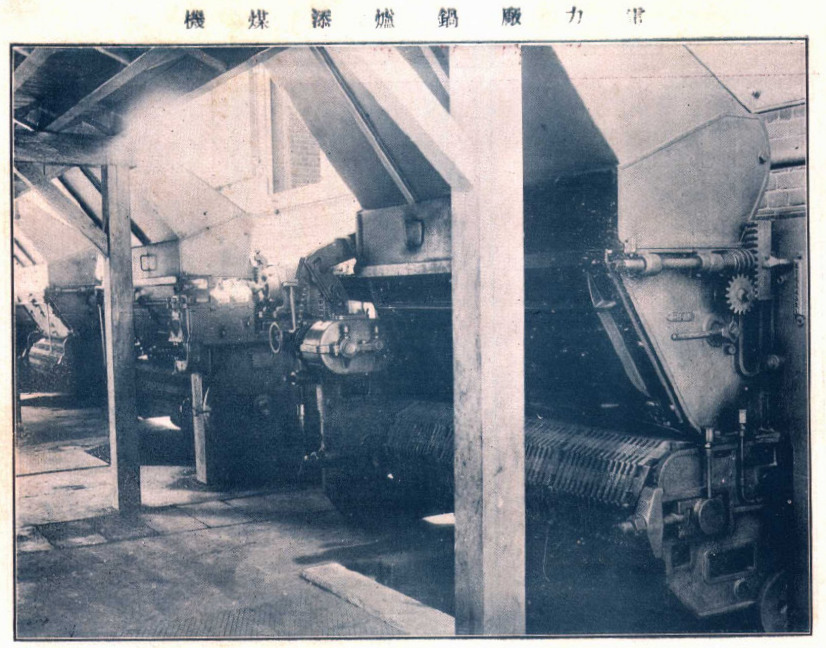
重慶市電力廠鍋爐添煤機
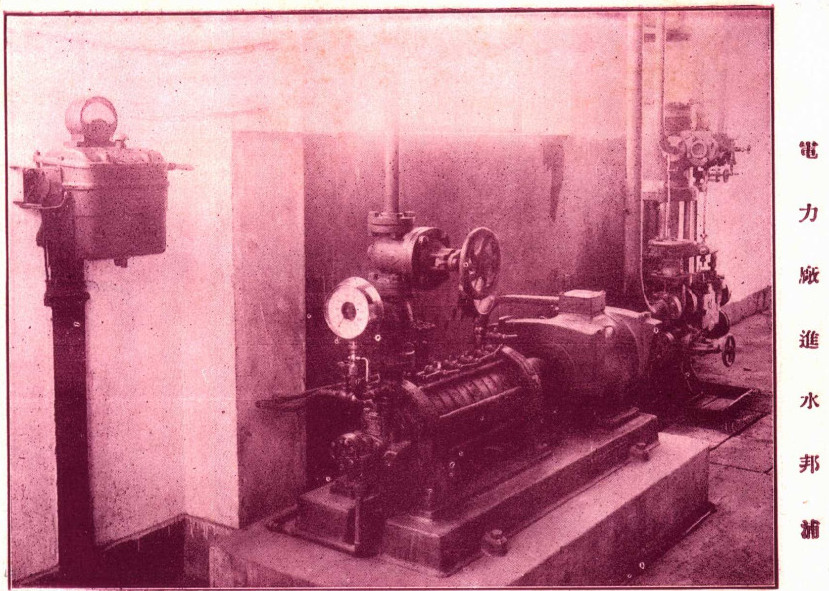
重慶市電力廠進水邦浦
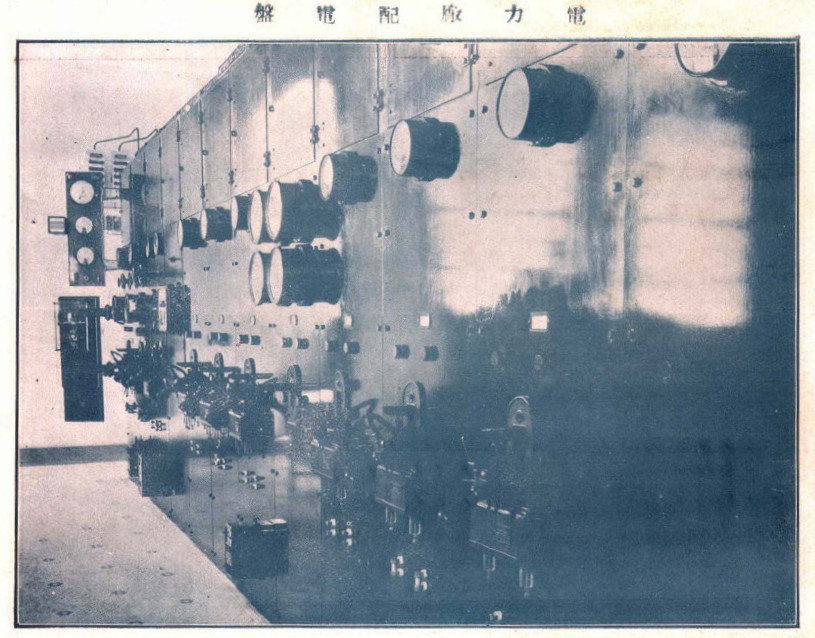
重慶市電力廠配電盤
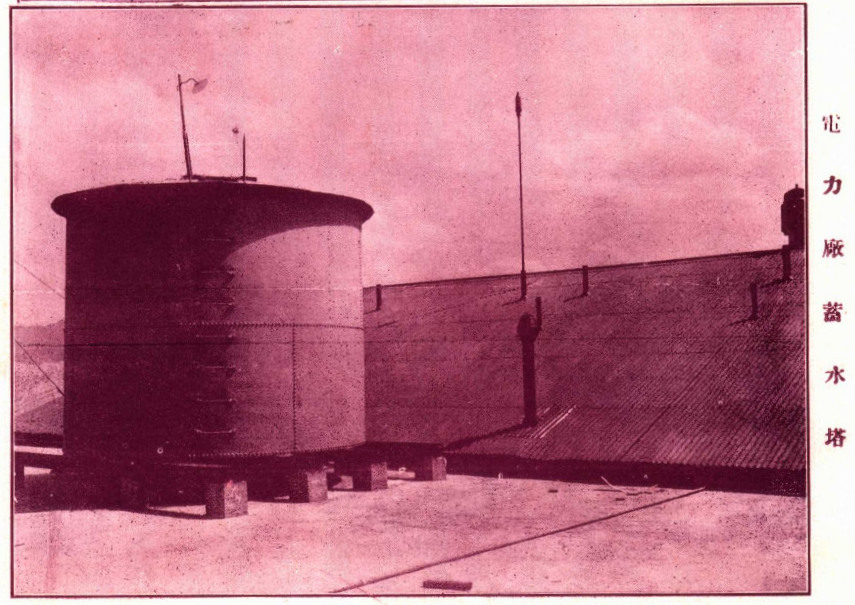
重慶市電力廠蓄水塔
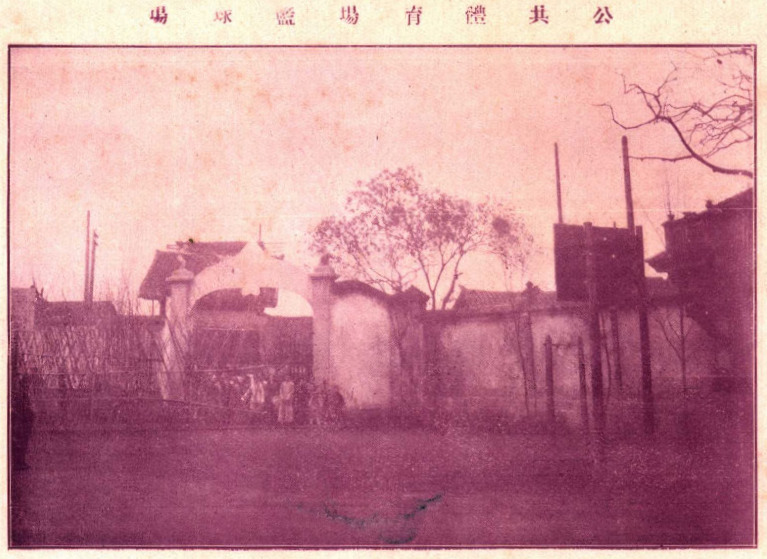
重慶市公共體育場籃球場
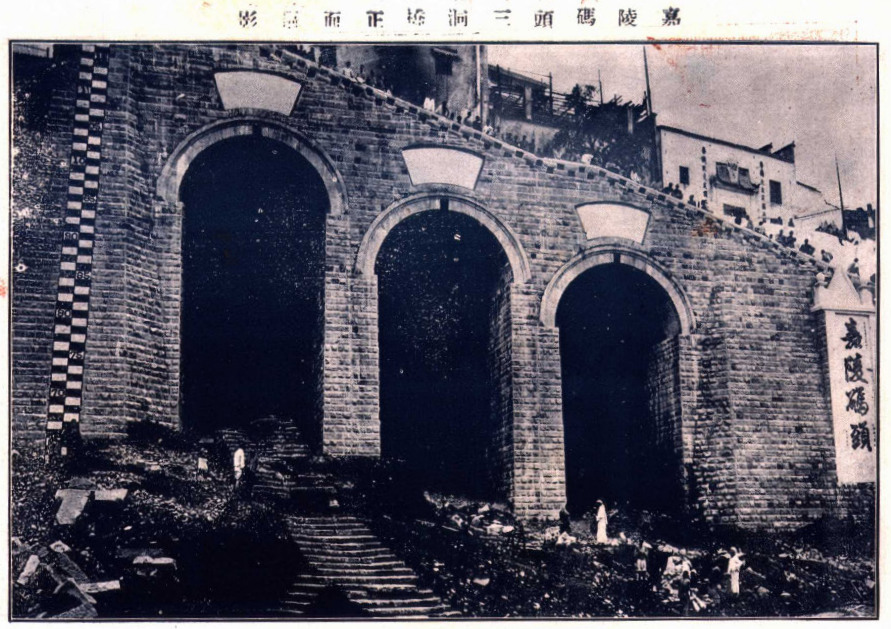
重慶市嘉陵碼頭三洞橋正面攝影
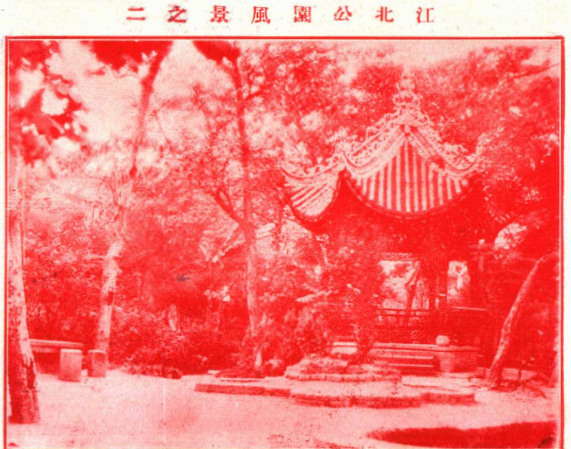
重慶市江北公園風景之二
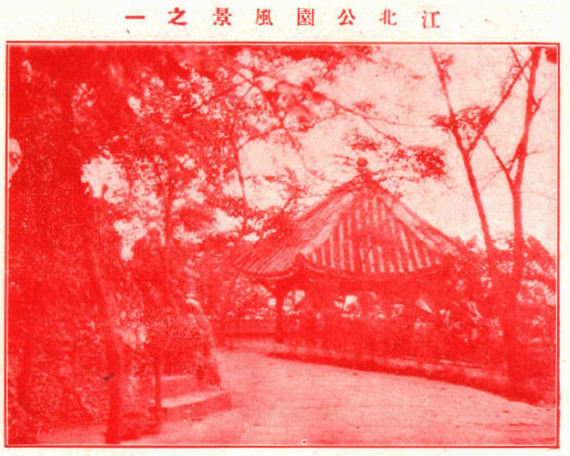
重慶市江北公園風景之一
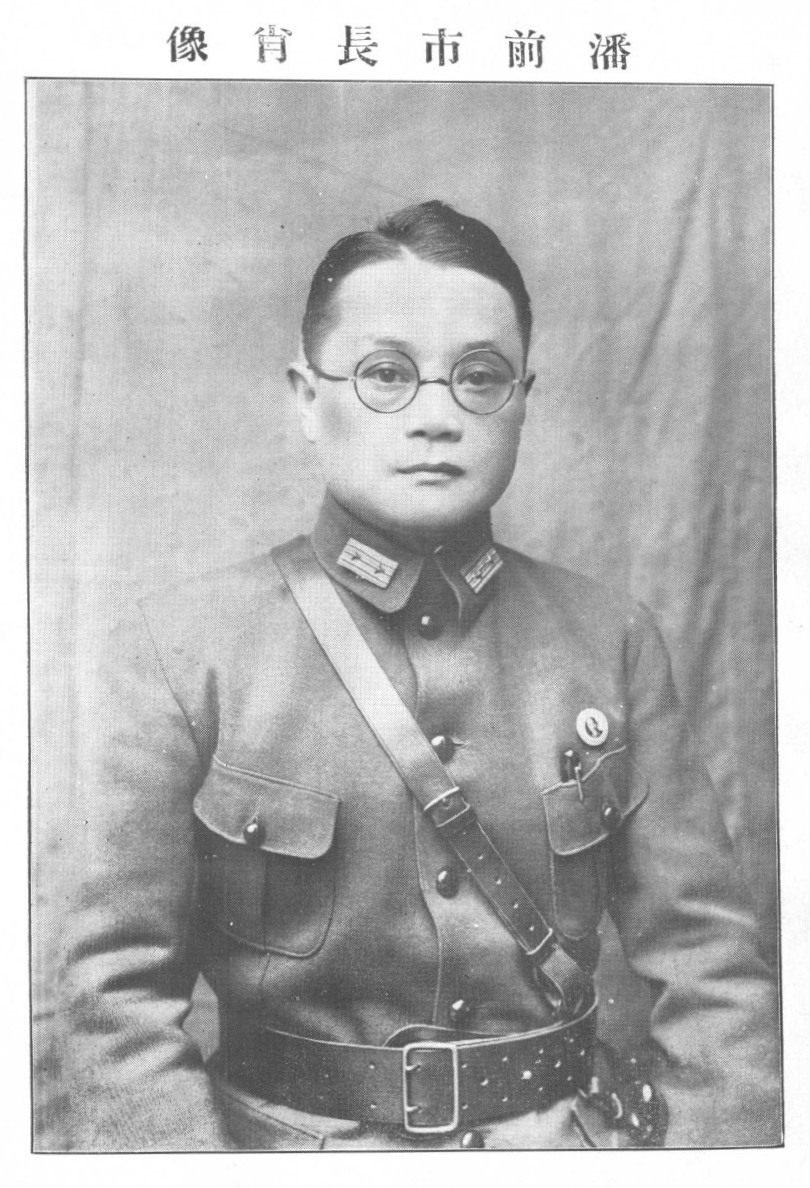
重慶市潘前市長肖像
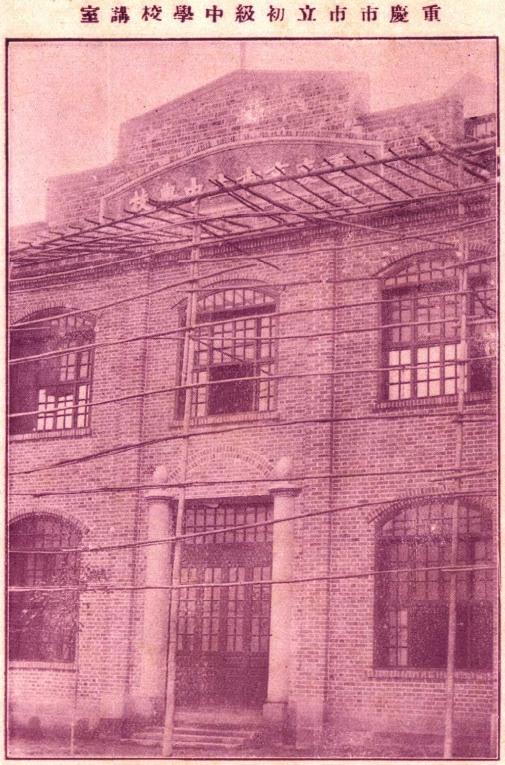
重慶市市立初級中學校講室
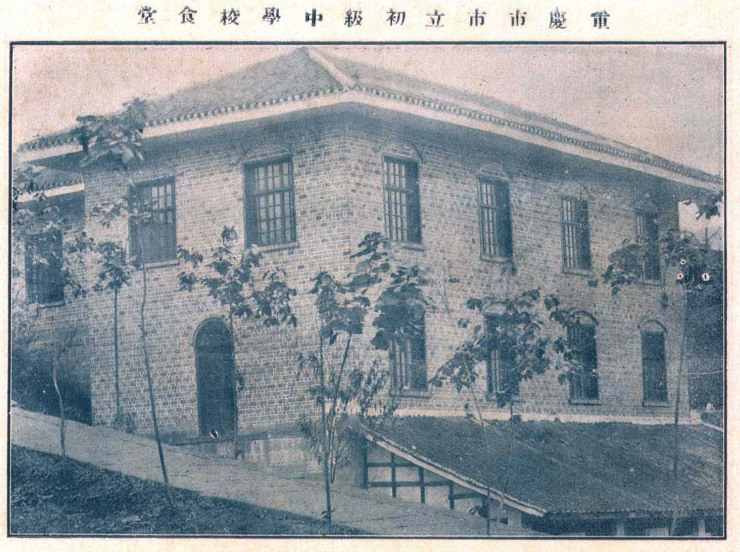
重慶市市立初級中學校食堂
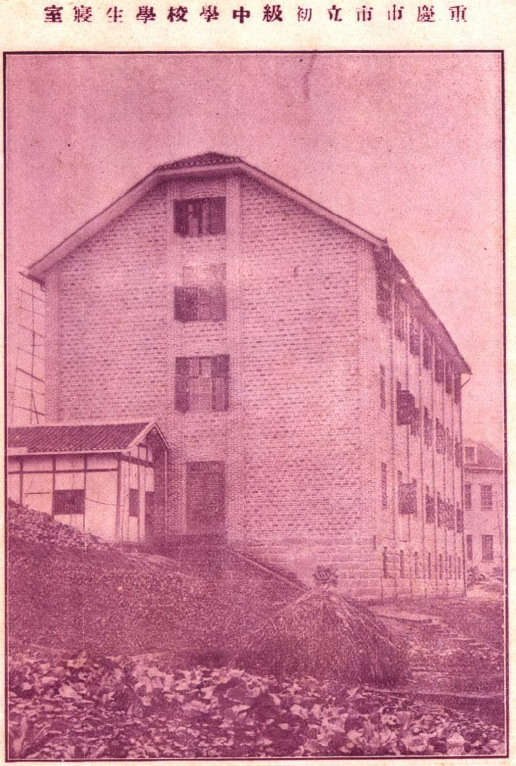
重慶市市立初級中學校學生寢室
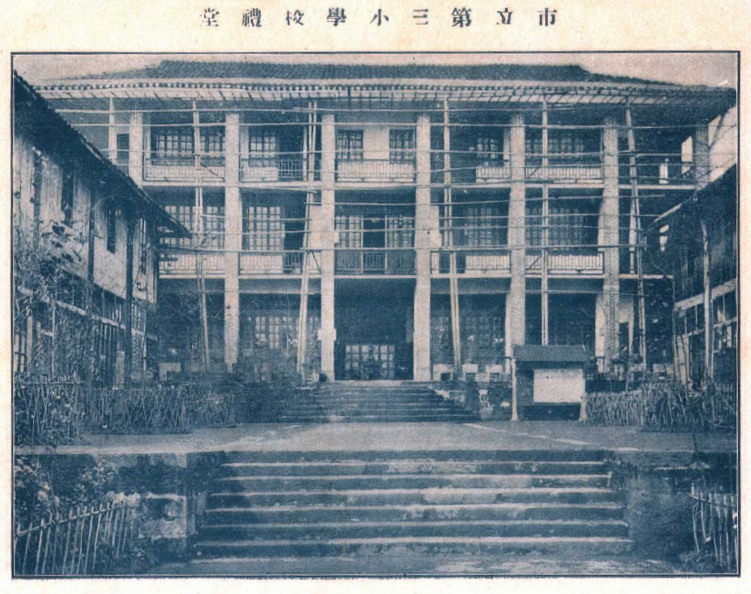
重慶市市立第三小學校禮堂
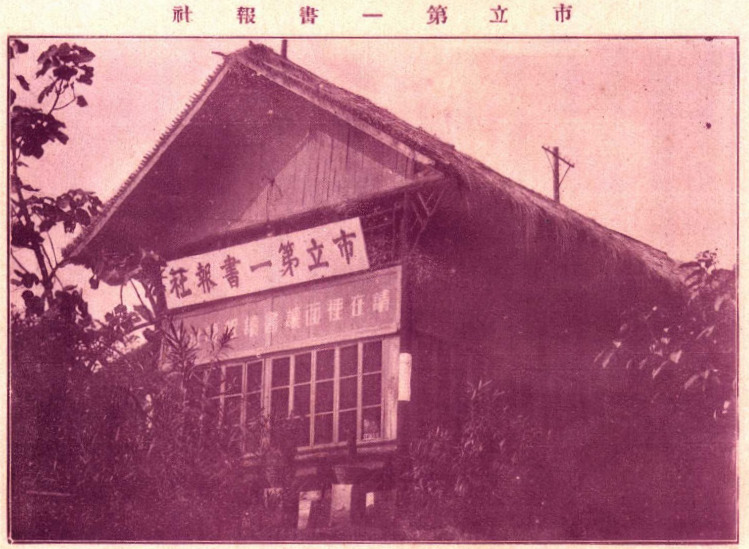
重慶市市立第一書報社
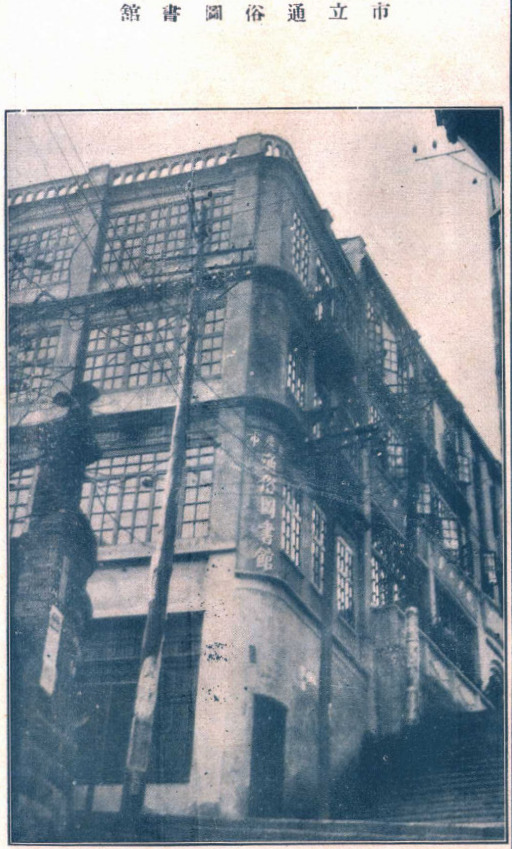
重慶市市立通俗圖書館
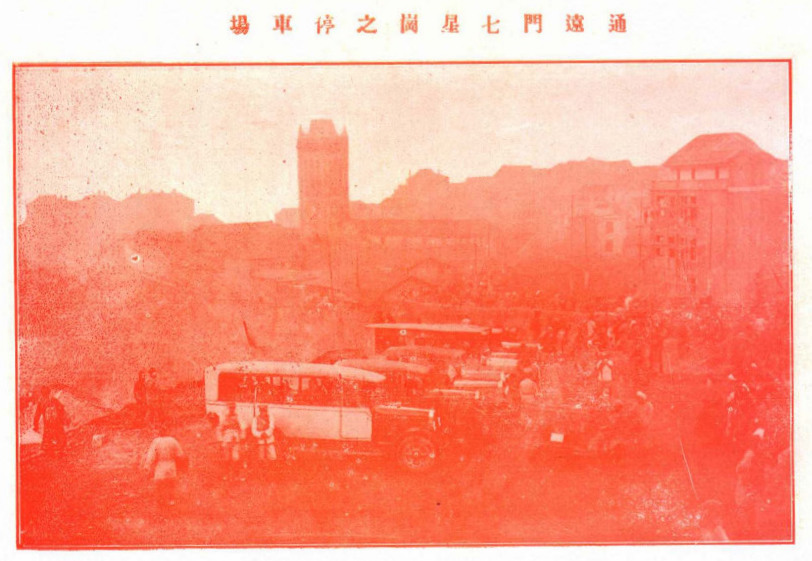
重慶市通遠門七星崗之停車場
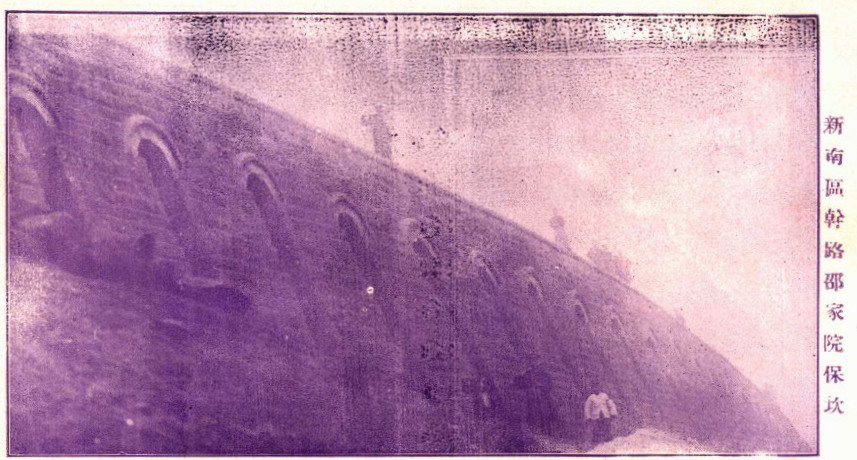
重慶市新南區幹路邵家院保坎
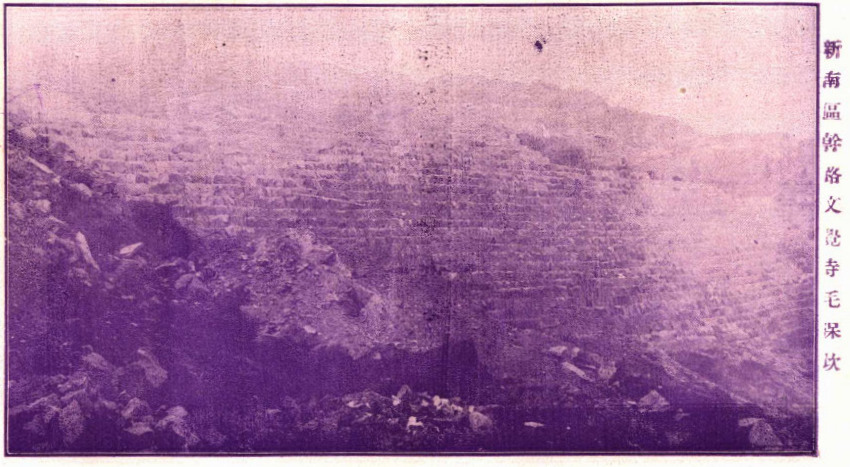
重慶市新南區幹路文覺寺毛保坎
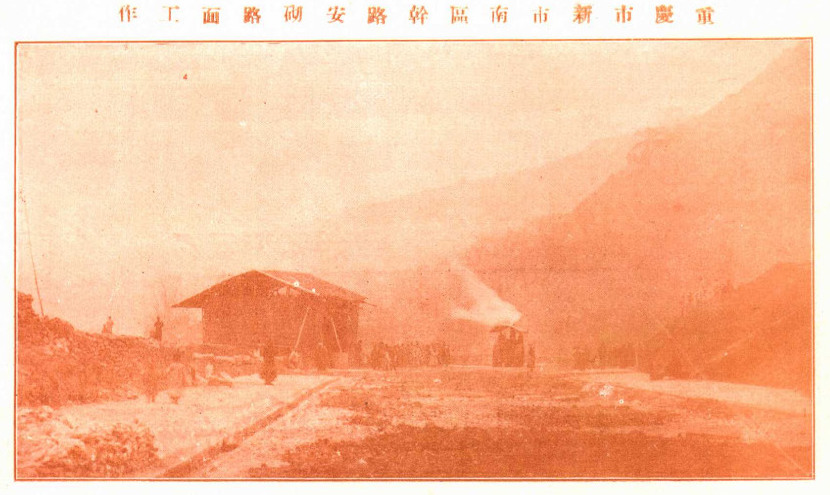
重慶市新市南區幹路安砌路面工作
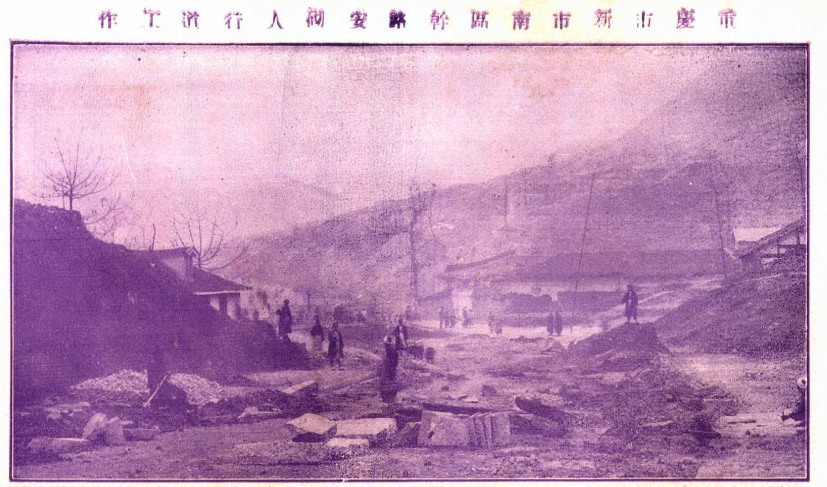
重慶市新市南區幹路安砌人行道工作
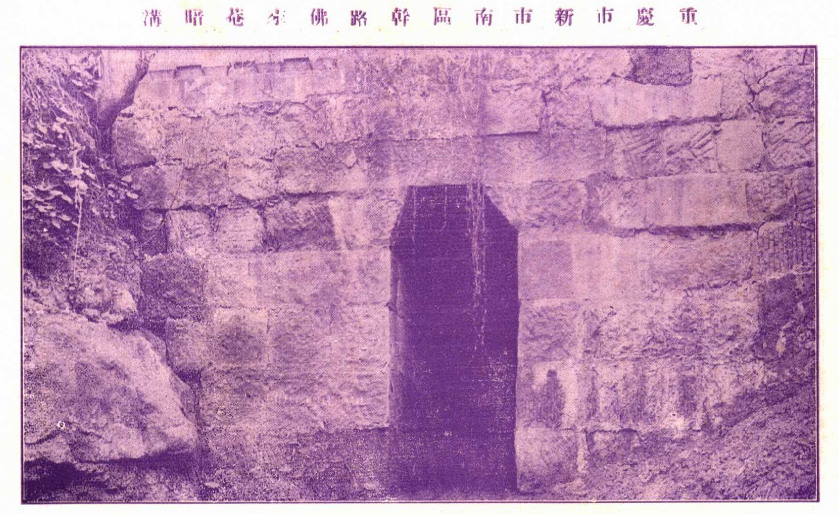
重慶市新市南區幹路佛來菴暗溝
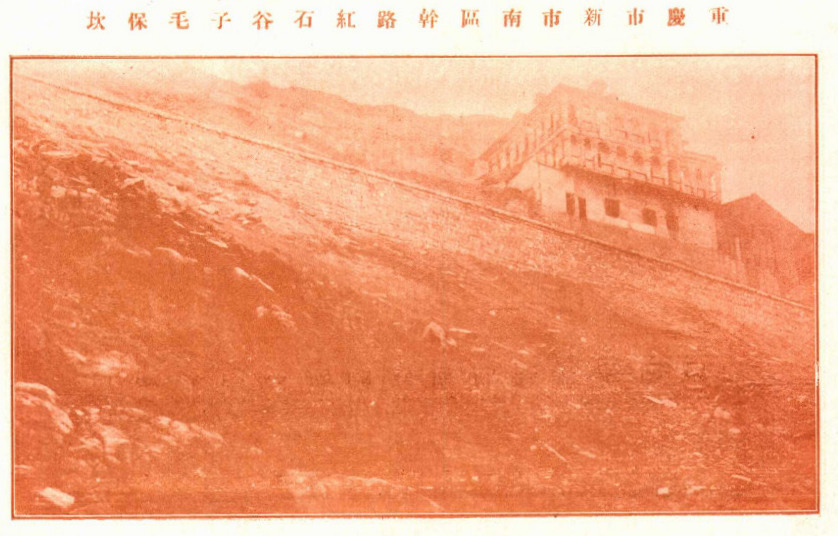
重慶市新市南區幹路紅石谷子毛保坎
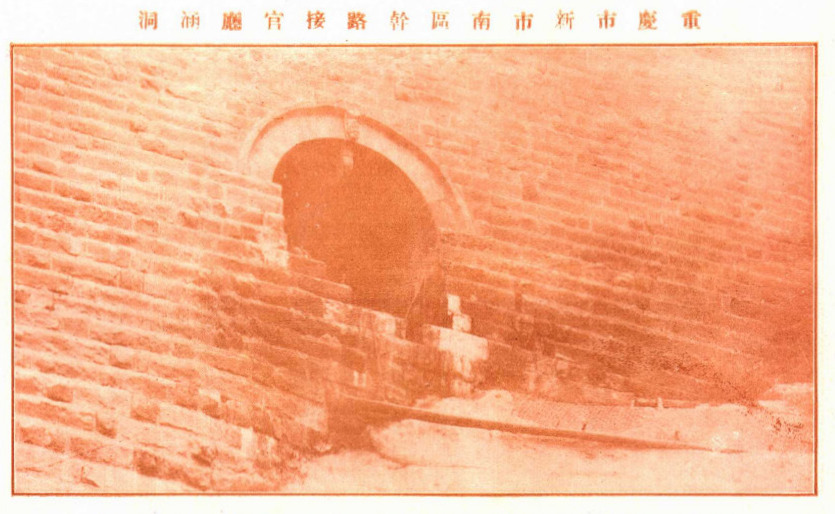
重慶市新市南區幹路接官廳涵洞
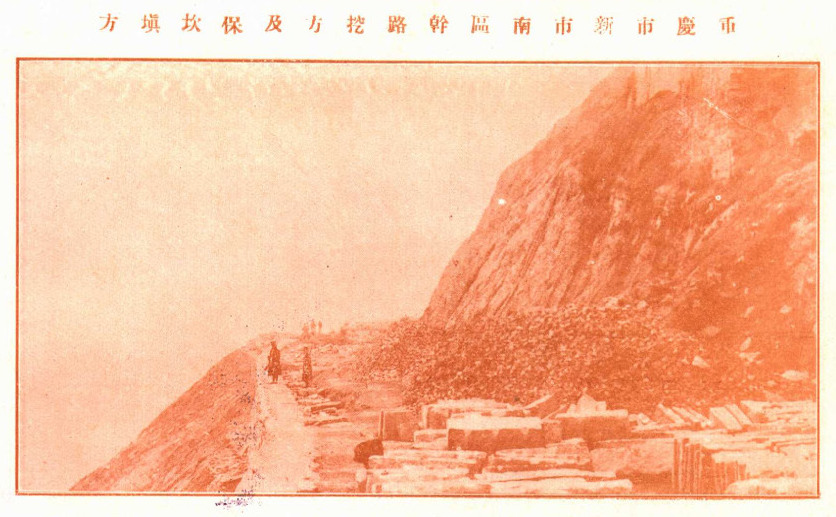
重慶市新市南區幹路挖方及保坎填方
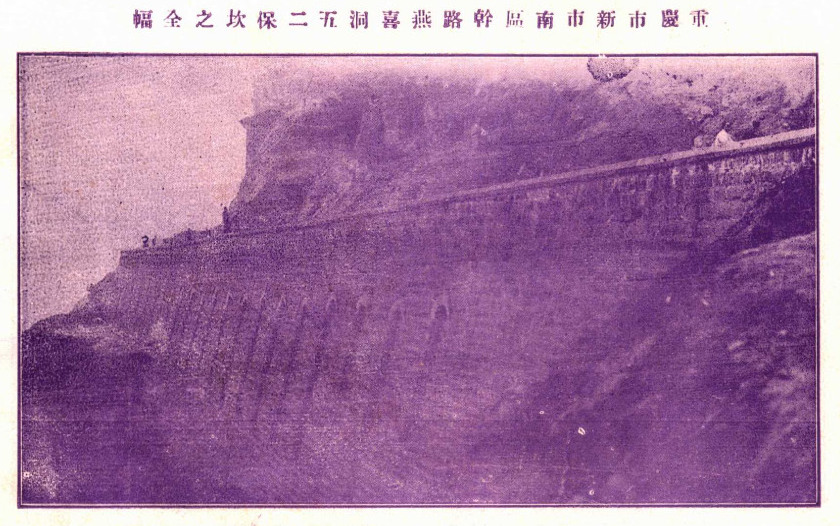
重慶市新市南區幹路燕喜洞五二保坎之全幅
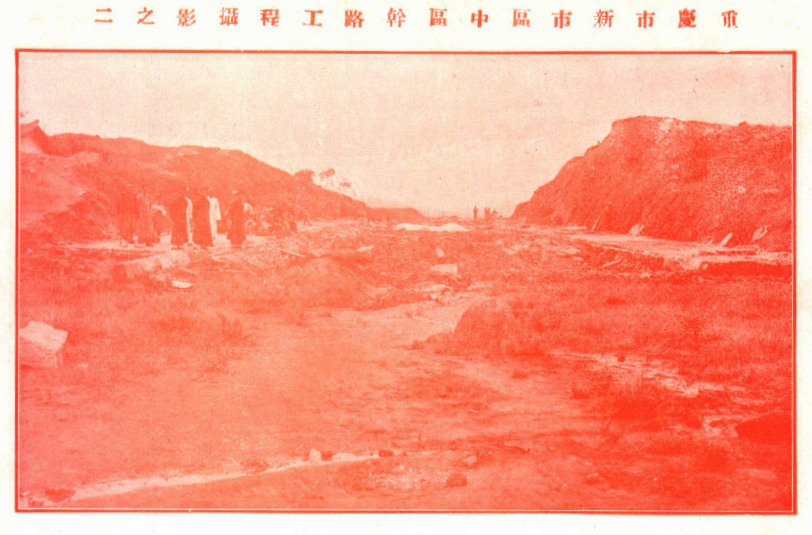
重慶市新市區中區幹路工程攝影之二
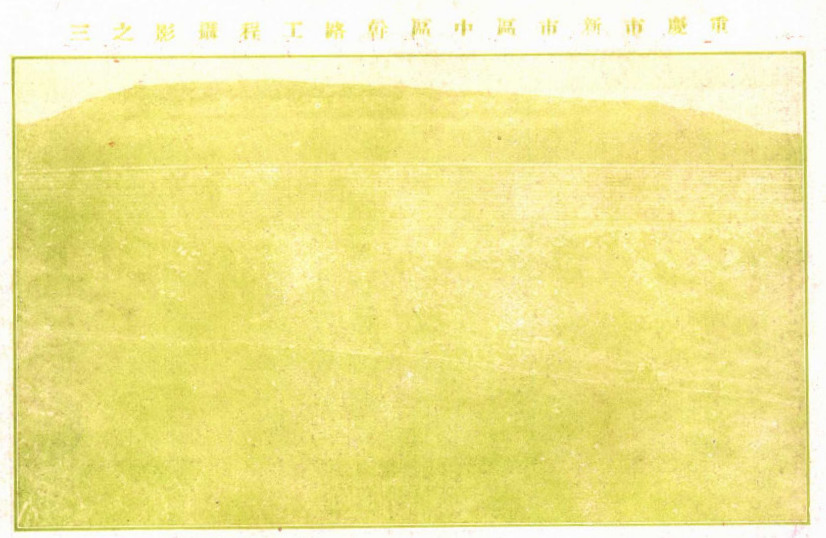
重慶市新市區中區幹路工程攝影之三
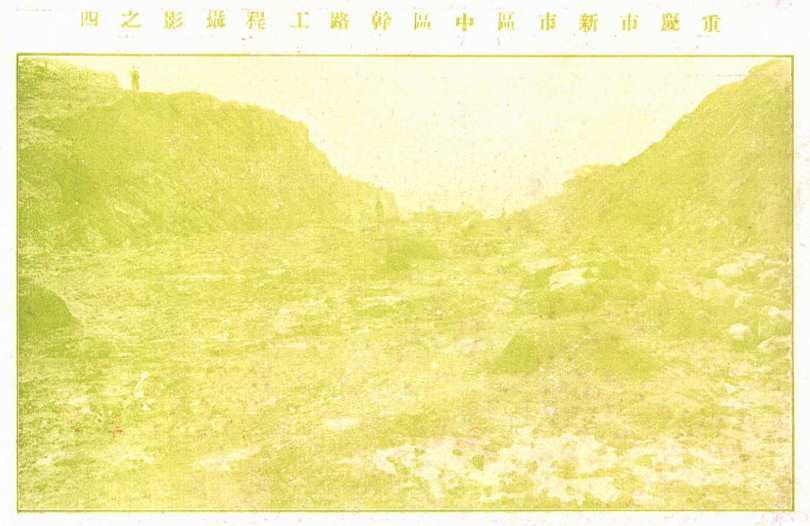
重慶市新市區中區幹路工程攝影之四
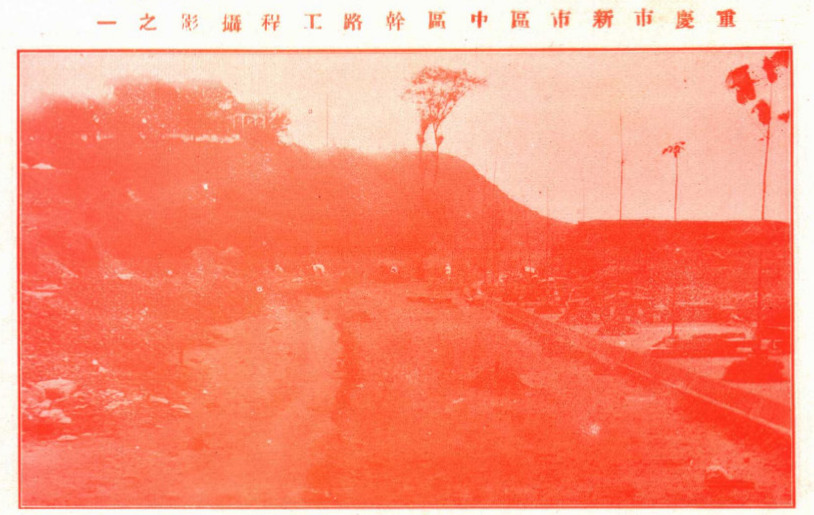
重慶市新市區中區幹路工程攝影之一
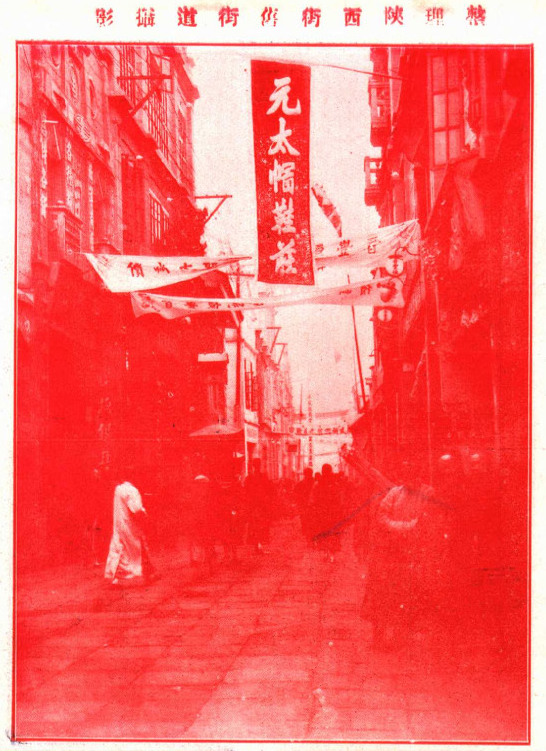
重慶市整理陝西街舊街道攝影
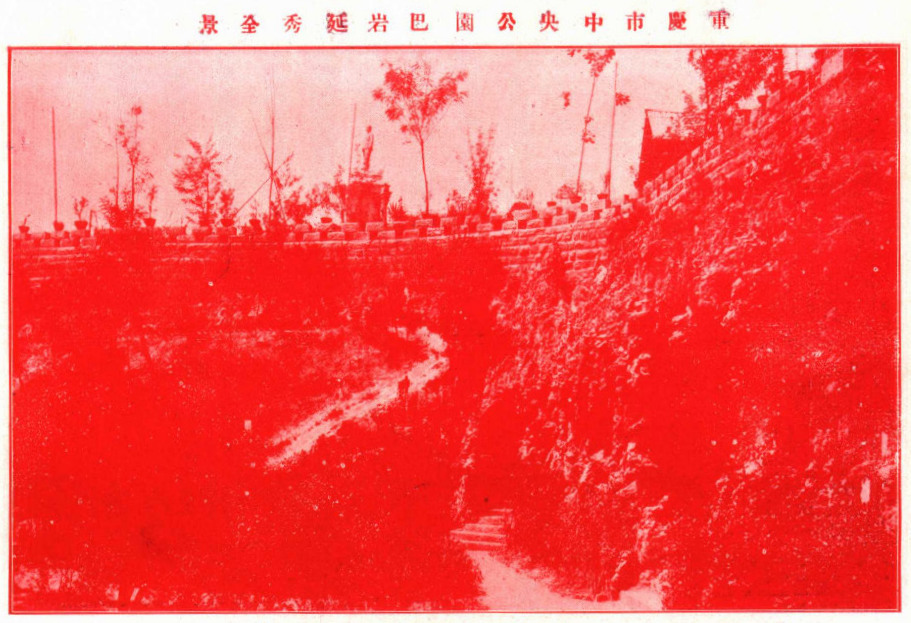
重慶市中央公園巴岩延秀全景
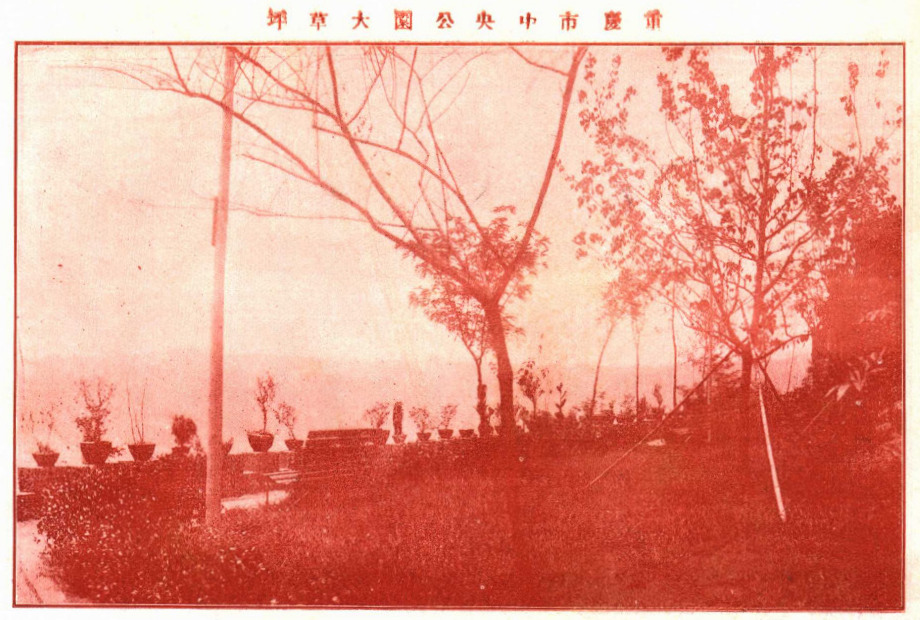
重慶市中央公園大草坪
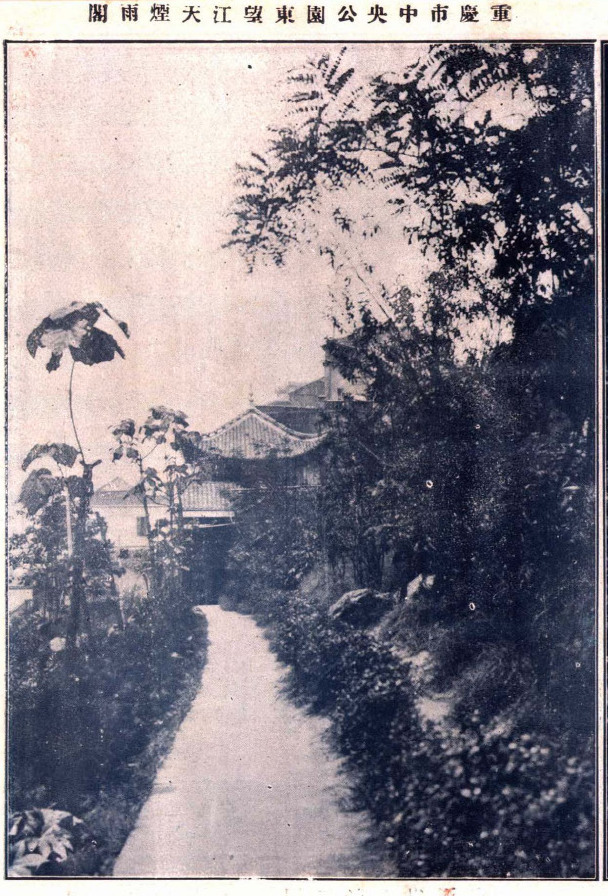
重慶市中央公園東望江天煙雨閣
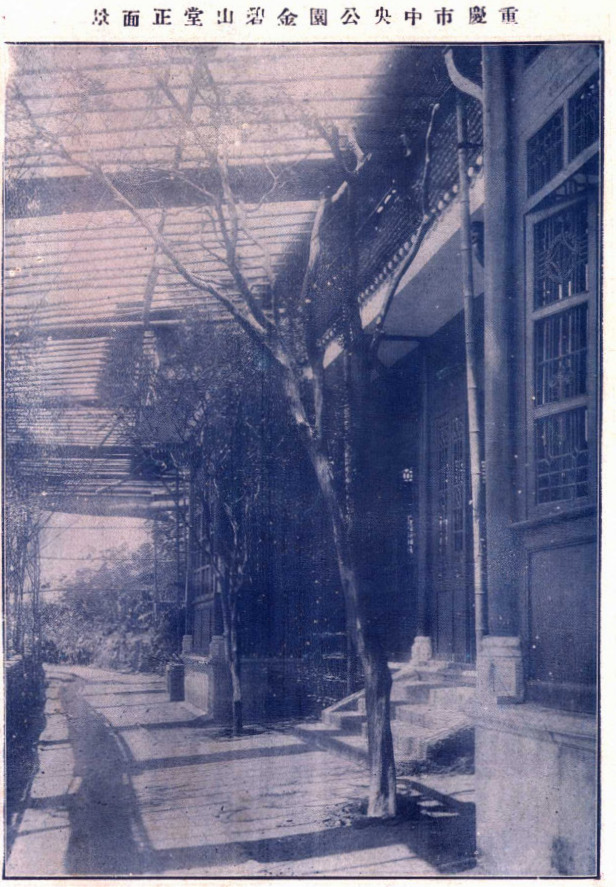
重慶市中央公園金碧山堂正面景
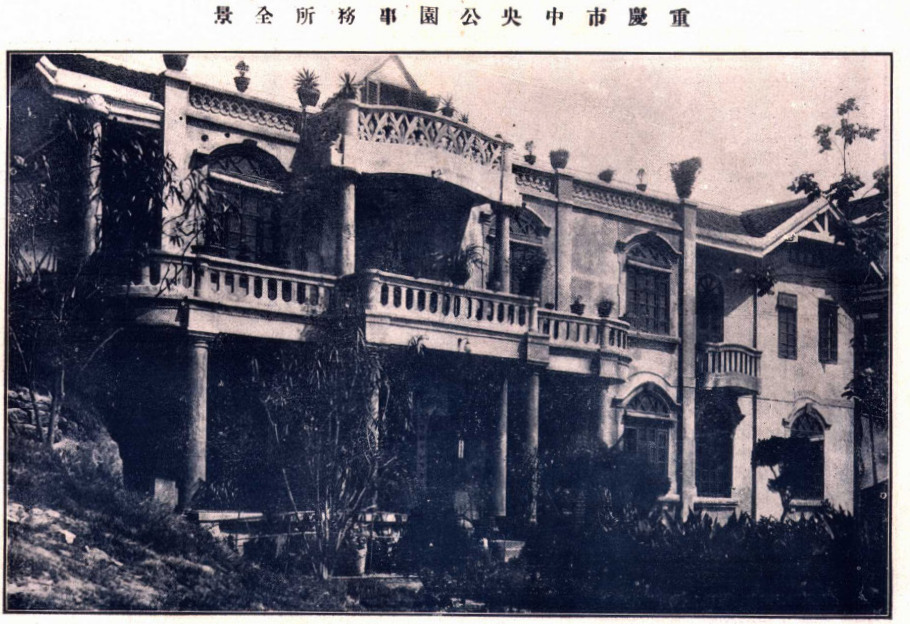
重慶市中央公園事務所全景
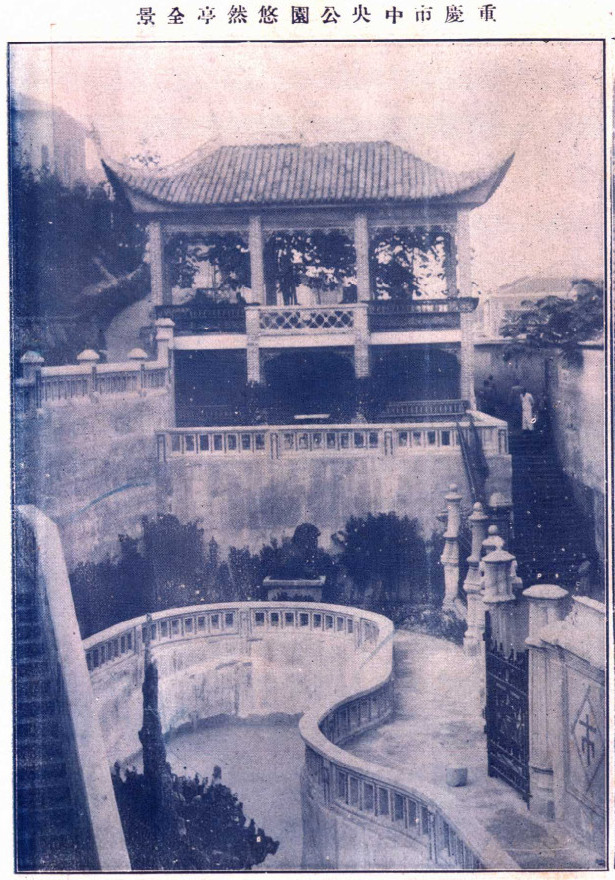
重慶市中央公園悠然亭全景
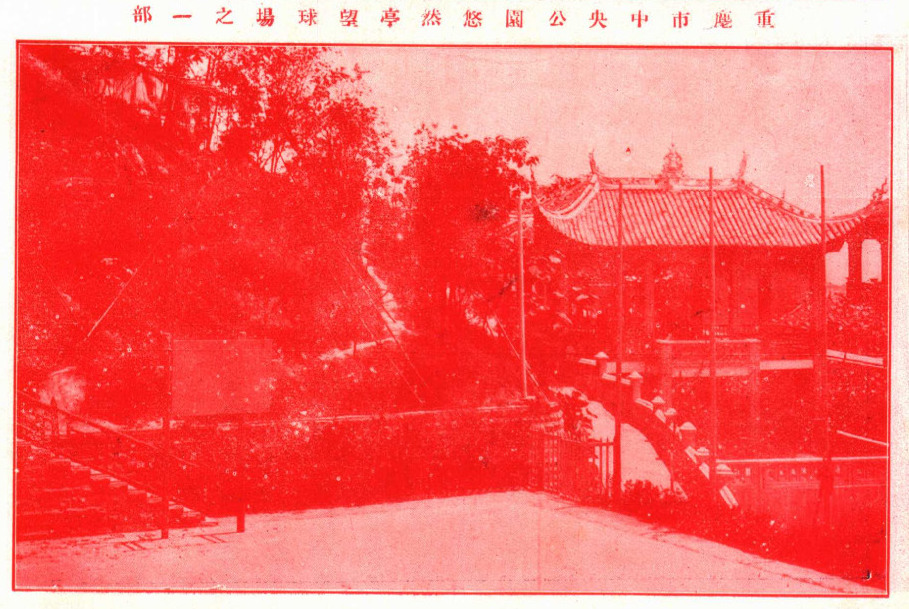
重慶市中央公園悠然亭望球場之一部
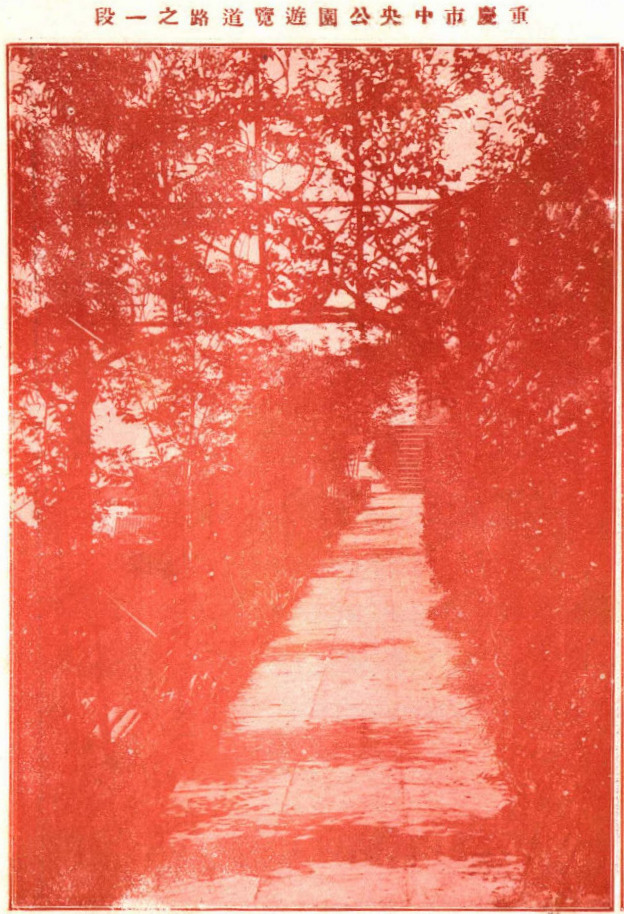
重慶市中央公園遊覽道路之一段
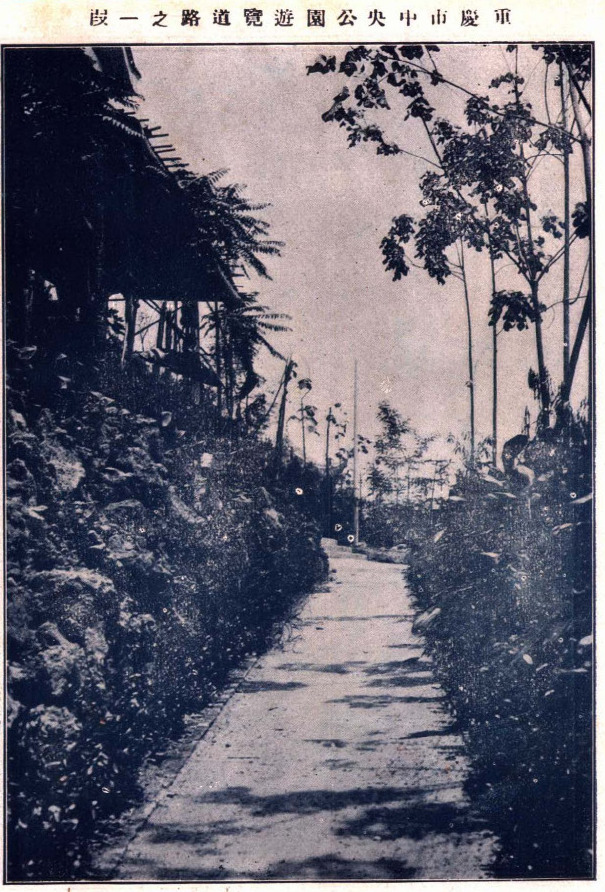
重慶市中央公園遊覽道之一段
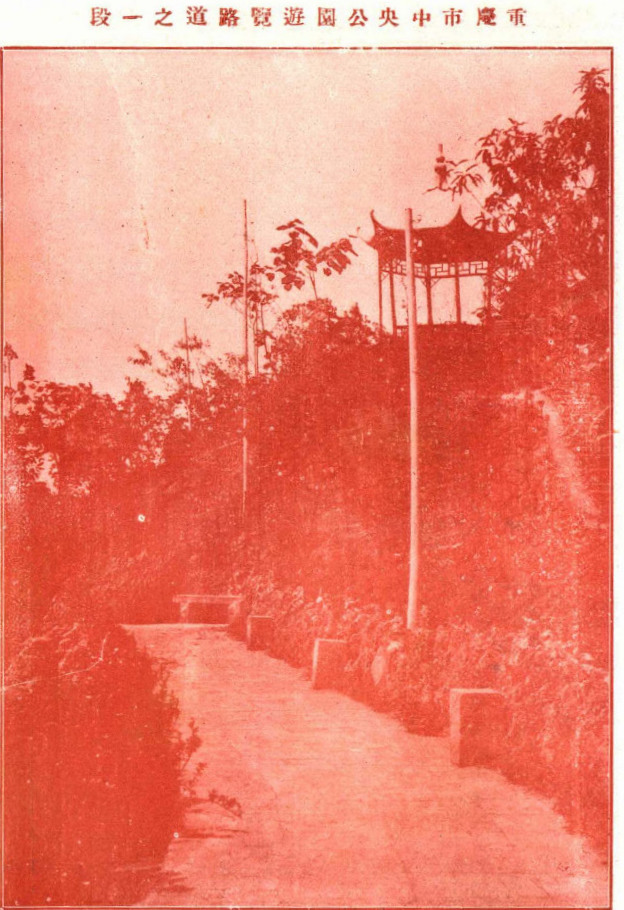
重慶市中央公園遊覽路道之一段
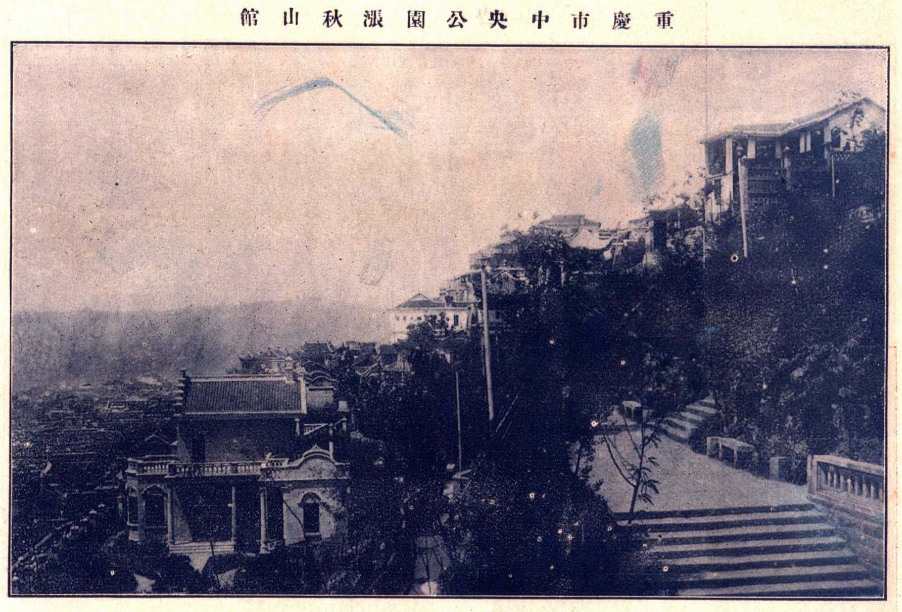
重慶市中央公園漲秋山館
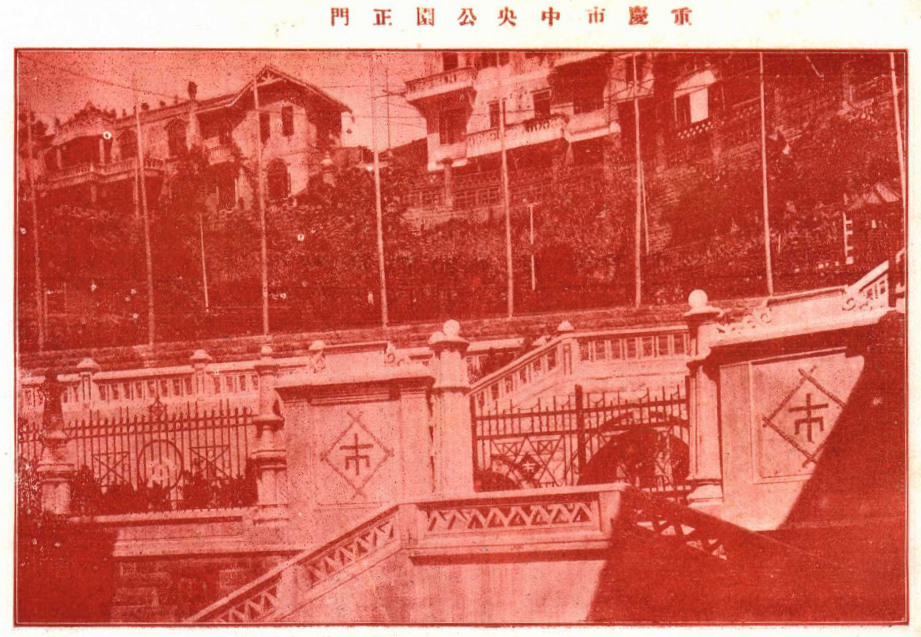
重慶市中央公園正門
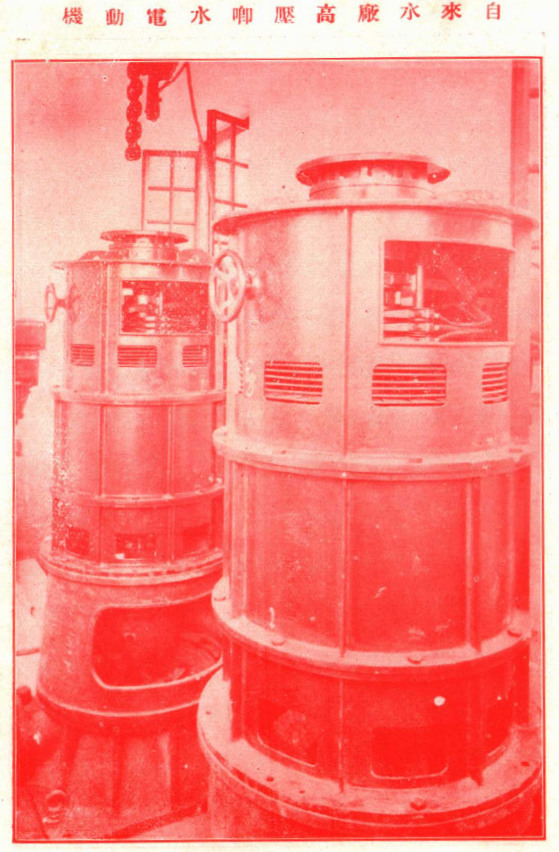
重慶市自來水廠高壓喞水電動機
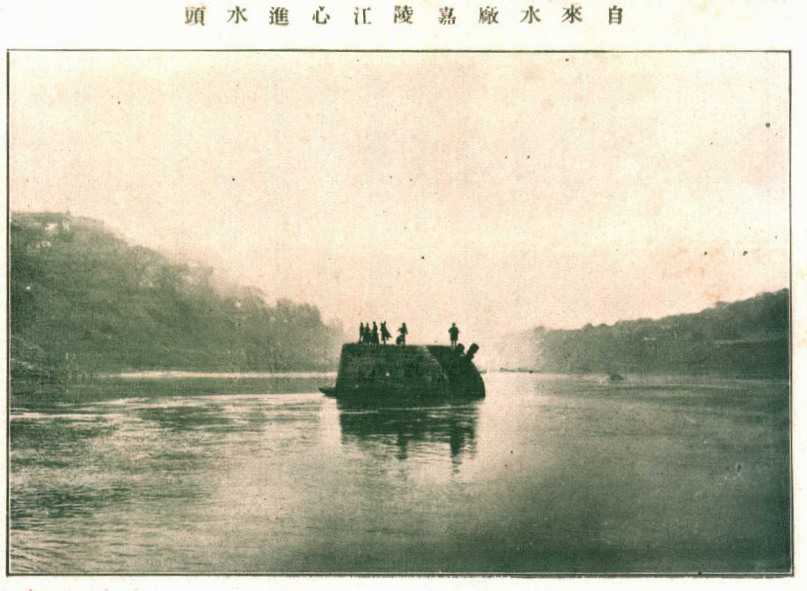
重慶市自來水廠嘉陵江心進水頭
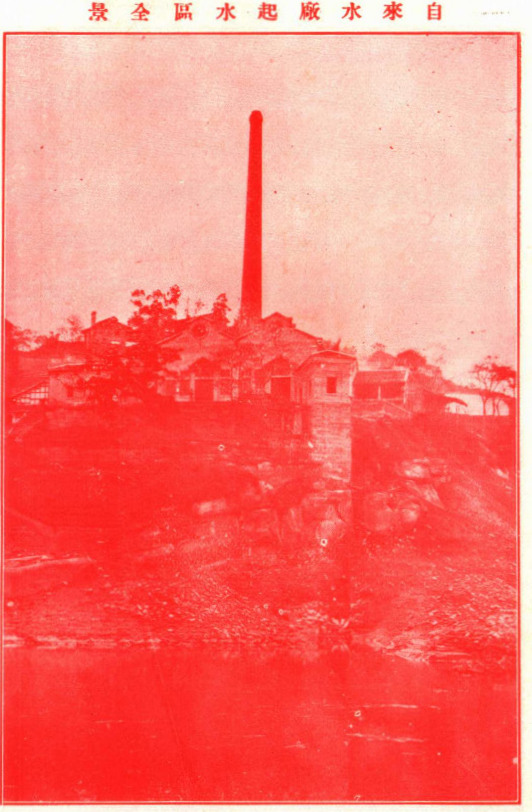
重慶市自來水廠起水區全景
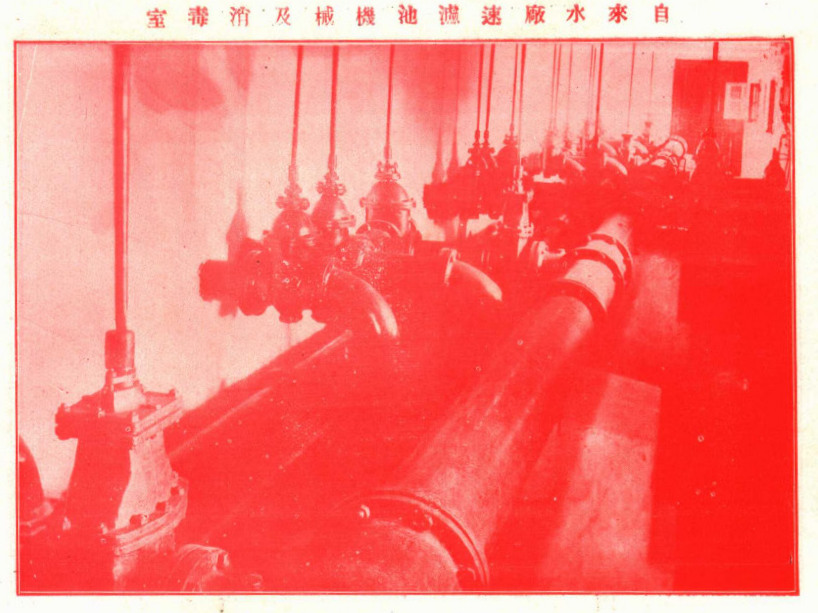
重慶市自來水廠速濾池機械及消毒室
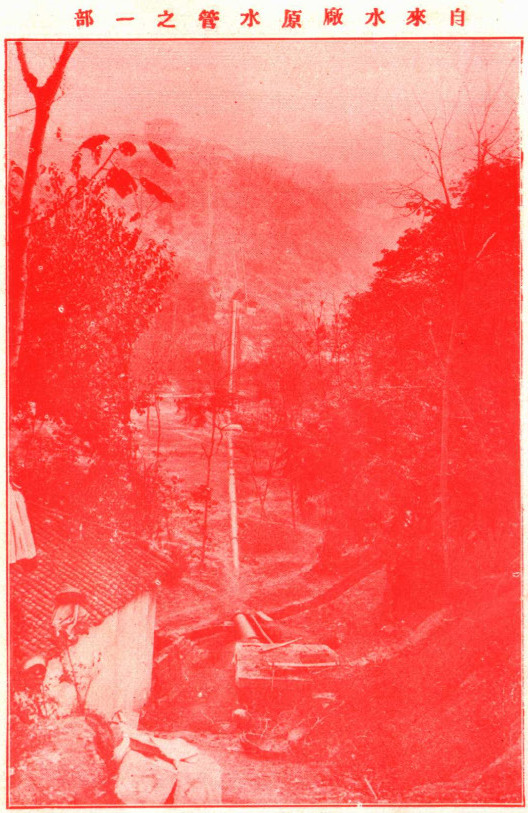
重慶市自來水廠原水管之一部
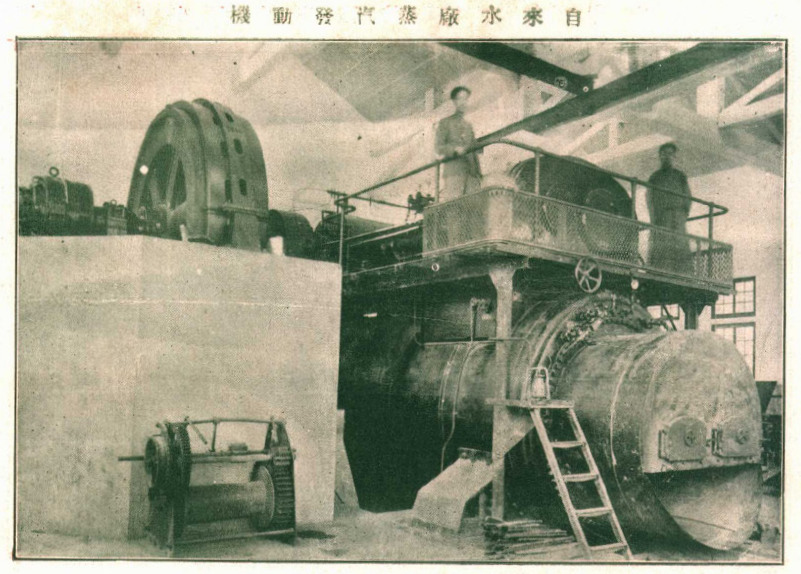
重慶市自來水廠蒸汽發動機
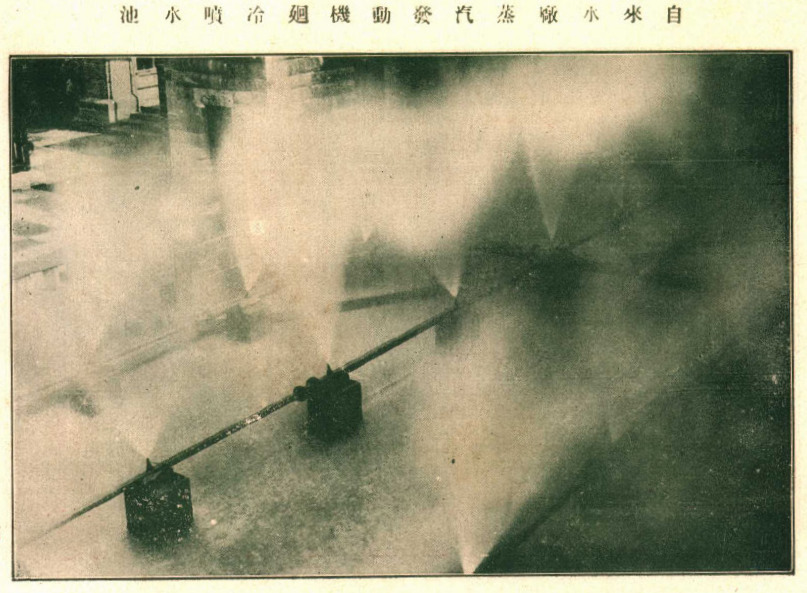
重慶市自來水廠蒸汽發動機迴冷噴水池
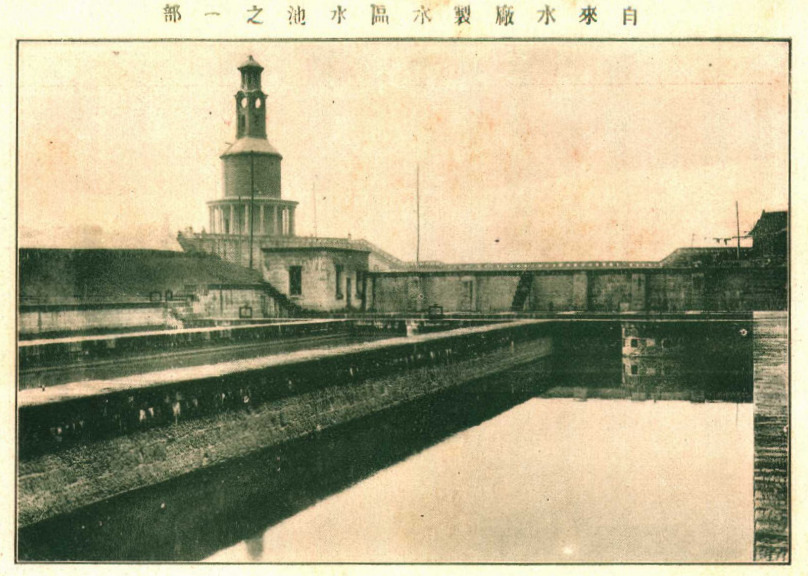
重慶市自來水廠製水區水池之一部